# Ивановская (Бабаевский район)
Ивановская — деревня в Бабаевском районе Вологодской области.

## История
Входит в состав Борисовского сельского поселения (с 1 января 2006 года по 13 апреля 2009 года входила в Новостаринское сельское поселение), с точки зрения административно-территориального деления — в Новостаринский сельсовет.
Расстояние до районного центра Бабаево по автодороге — 77 км, до центра муниципального образования села Борисово-Судское по прямой — 6 км. Ближайшие населённые пункты — Васютино, Костино, Никоново, Федюнино.
По переписи 2002 года население — 6 человек.